# اوتادو، پورتوریکو
اوتادو (به انگلیسی: Utuado) یک منطقهٔ مسکونی در ایالات متحده آمریکا است که در پورتوریکو واقع شده‌است.
 اوتادو ۲۹۷٫۸۳ کیلومتر مربع مساحت و ۳۳٬۱۴۹ نفر جمعیت دارد.